# ジョン・イング

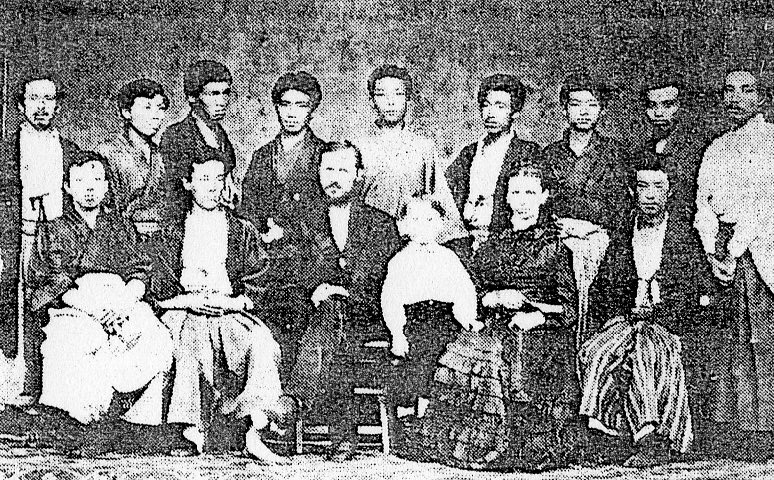
弘前公会で洗礼を受けた14名で結成された弘前バンドの集合写真

ジョン・イング（John Ing、1840年8月22日 - 1920年6月4日）は、日本で活動したアメリカ人宣教師。本多庸一と共に弘前教会を設立した。リンゴを日本で広めた宣教師としても知られる。リンゴ自体は、それ以前から日本で知られていた。

## 生涯
1840年、アメリカ・イリノイ州で、メソジスト派の牧師スタンフォード・イングの息子として農村に誕生する。父親のスタンフォードはメソジスト監督教会の教区長になる。
1859年アズベリー大学に入学、父親と共に南北戦争に参戦し、イングは北軍の騎兵大尉になる。戦後アズベリー大学に復学して学び、牧師の資格を得、1870年にセントルイス年会員になり、レキシントン教会に牧師に任命された。この年、ルーシーと結婚する。
宣教師として清国の九江で活動し、4年間で4伝道地を持つ巡回地を設立する。
健康を害して清国を離れ帰国することになるが、1874年（明治7年）に横浜に立ち寄った時に、本多庸一と出合う。
1874年12月初旬に本多の紹介で会った菊池九郎の要請で、弘前の東奥義塾の英語教師として就任。妻と共に男女のクラスを教えた。イングは英語の他に、理数、博物、歴史を教える。
1874年（明治7年）のクリスマスにイング宅で本多と塾生10数名がクリスマスを祝ったときに、西洋リンゴが出されて好評であった。以後、イングはリンゴ、トマト、キャベツなどを種子と苗木を輸入して、栽培を指導した。
1875年（明治8年）10月2日、イング宅に本多をはじめとする22名が集まり、祈りと共に教会を組織し、長老2名、執事1名を選挙した。これが弘前教会の始まりである。この集まりは弘前バンドと呼ばれる。
1876年（明治9年）12月に弘前公会は美以教会に加入し、イングは正式な教師になった。
1878年（明治11年）弘前を離れ、函館に行く。日本基督教団函館教会の宣教師となる。後任の英語教師は、長崎で活動していたJ・C・デヴィソンが着任した。
1881年、ミズーリ州にいるときに妻ルーシーが死去する。1882年、会を引退する。1884年再婚し、1891年、イリノイ州に農場を買い移住する。1920年死去し、イリノイ州のベントン墓地に葬られた。